# 塞蒂亚
塞蒂亚（Sethia），是印度中央邦Chhindwara县的一个城镇。总人口4559（2001年）。

## 人口
该地2001年总人口4559人，其中男性2461人，女性2098人；0—6岁人口650人，其中男334人，女316人；识字率60.74%，其中男性为69.52%，女性为50.43%。